# إدوارد نابلينغ
إدوارد فريد نابلينغ (بالإنجليزية: Edward F. Knipling)‏ 20 مارس 1909، هو عالم حيوانات وعالم حشرات أمريكي.

## النشأة والتعليم
ولد نابلينغ في 20 مارس 1909 في فيكتوريا، تكساس. ودرس وتخرج من جامعة تكساس وأكمل الدراسات العليا في جامعة ولاية أيوا. عندما كان صغيرا كان يرعى الماشية مع والده، رأى مباشرة الدمار الذي تسببه الدودة الحلزونية بقطعان الماشية ومحاصيل القطن. بعد التخرج من جامعة تكساس، بدأ نابلينغ أبحاثه حول الدودة الحلزونية في عام 1931 كطبيب حشرات في وزارة الزراعة الأمريكية في تكساس، حيث التقى ببوشلاند، ووضعا معا نظريات حول احتمال كسر دورة حياة الآفة عن طريق إحداث عيوب وراثية، ولكن تم تعليق أبحاثهم مؤقتًا بسبب اندلاع الحرب العالمية الثانية.

### إنجازات خلال الحرب العالمية الثانية
خلال الحرب، تم تحويل أبحاثه لدعم الجيش الأمريكي للسيطرة على الحشرات التي هددت قوات الحلفاء مسببةً الأمراض بما في ذلك التيفوس والملاريا. وكان له الفضل في قيادة الفريق الذي طور مركب تي كعقار فعال من قمل الجسم ضد التيفوس، وحصل في عام 1947 على وسام الجدارة وفي عام 1948 على ميدالية الملك من المملكة المتحدة على هذه الإنجازات.

## بعد الحرب
حصل نابلينغ بعد الحرب على درجة الدكتوراه في علم الحشرات من جامعة ولاية أيوا وانتقل إلى واشنطن لقيادة بحوث الزراعة والحشرات.

## الجوائز والتقدير
نشر نابلينغ أكثر من 225 دراسة في مسيرته، تم تجنيده في الأكاديمية الوطنية للعلوم، وحصل في عام 1966 على الميدالية الوطنية للعلوم وحصل في عام 1995 على جائزة اليابان عن جهوده في مكافحة الآفات، وكان مدرجاً في مجلة الحياة باعتباره واحداً من «100 أهم شخص في العالم» في عام 1970.

## الوفاة
توفي نابلينغ في 17 مارس 2000، في أرلينغتون، فرجينيا، حيث كانت زوجته البالغة من العمر 66 عامًا فيبي هول نابلينغ قد قامت بتربية أطفاله الخمسة وكانوا أعضاء نشطين في المجتمع. كانت فيبي أيضًا عالمة بيولوجية ومربية. خدم أحد أبنائه، إدوارد ب. نابلينغ، مديرًا لخدمة الأبحاث الزراعية بوزارة الزراعة الأمريكية من عام 2004 إلى عام 2014.